# Юрашево
Юрашево (укр. Юрашеве) — село, относится к Великомихайловскому району Одесской области Украины. Расположено на реке Средний Куяльник.
Скорее всего, село возникло на месте слободы Юрашевой.
Основатель ее дворянин Юраш.
Слобода упоминается во многих записях Метрических книг имеющихся в ГАОО.
Пока имеется запись с упоминанием о проживающих за 1807 год.
Население по переписи 2001 года составляло 156 человек. Почтовый индекс — 67133. Телефонный код — 4859. Занимает площадь 0,6 км². Код КОАТУУ — 5121686405.

## Местный совет
67133, Одесская обл., Великомихайловский р-н, с. Чапаево, ул. Центральная, 47